# Кивож
Ки́вож (устар. Ки́важ) — река в России, протекает по Архангельской области (Ленский район), Республике Коми (Удорский район). Устье реки находится в 205 км по правому берегу реки Яренга. Длина реки составляет 67 км.
Исток реки находится в Ендъёльском болоте на севере Ленского района (высота истока ок. 160 м над уровнем моря), далее река течёт по Удорскому району и вновь по Ленскому району. Крупный левый приток — Сарвож, впадает вблизи посёлка Вожский; выше впадения Сарвожа на реке установлена малая ГЭС. В нескольких местах реку пересекают узкоколейки и тракторные дороги. Высота устья — 114,7 м над уровнем моря.

## Данные водного реестра
По данным государственного водного реестра России относится к Двинско-Печорскому бассейновому округу, водохозяйственный участок реки — Вычегда от города Сыктывкар и до устья, речной подбассейн реки — Вычегда. Речной бассейн реки — Северная Двина.
Код объекта в государственном водном реестре — 03020200212103000023221.